# Valverde (Sizilien)
Valverde ist eine Stadt der Metropolitanstadt Catania in der Region Sizilien in Italien mit 7850 Einwohnern (Stand 31. Dezember 2023).

## Lage und Daten
Valverde liegt 12 km nördlich von Catania am südlichen Hang des Ätnas. Die Einwohner arbeiten hauptsächlich in der Landwirtschaft und in der Industrie Catanias.
Die Nachbargemeinden sind Aci Bonaccorsi, Aci Castello, Aci Catena, Aci Sant’Antonio, San Giovanni la Punta und San Gregorio di Catania.

## Geschichte
Das Dorf Valverde entwickelte sich im Umfeld des Heiligtums der Madonna di Valverde ab dem 12. Jahrhundert.

## Sehenswürdigkeiten
- Pfarrkirche, erbaut im Jahre 1696
- Neues Heiligtum, das an der Stelle des alten gebaut wurde, das Portal aus dem 15. Jahrhundert wurde übernommen.
- Palazzo der Riggio, erbaut 1755